# Discografia dei Bnkr44
La discografia dei Bnkr44, gruppo musicale italiano, è costituita da quattro album in studio, un EP, ventidue singoli e quindici video musicali (inclusi quelli come artisti ospiti), pubblicati dal 2020.

## Album in studio
| Anno                                                         | Titolo | Classifiche |
| Anno                                                         | Titolo | ITA         |
| ------------------------------------------------------------ | --- | ----------- |
| 2020                                                         | 44.Deluxe - Pubblicato: 4 novembre 2020 - Etichetta: Dvisie - Formati: CD, download digitale, LP, streaming                                           | —           |
| 2021                                                         | Farsi male a noi va bene - Pubblicato: 26 novembre 2021 - Etichetta: Puro srl, Universal Music Italia - Formati: CD, download digitale, LP, streaming | 2           |
| 2023                                                         | Fuoristrada - Pubblicato: 28 aprile 2023 - Etichetta: Bomba Dischi, Universal Music Italia - Formati: CD, download digitale, LP, streaming            | 3           |
| 2025                                                         | Tocca il cielo - Pubblicato: 4 aprile 2025 - Etichetta: Bomba Dischi, EMI, Puro srl - Formati: CD, download digitale, LP, streaming                   | 14          |
| "—" indica una pubblicazione non classificata in quel paese. | |             |

## Extended play
| Anno | Titolo |
| ---- | --- |
| 2024 | 44.Summer - Pubblicato: 13 giugno 2024 - Etichetta: Bomba Dischi, Puro Srls, Universal Music Italia - Formati: download digitale, streaming |

## Singoli

### Come artisti principali
| Anno                                                         | Titolo                               | Classifiche | Certificazioni | Unità          | Album di provenienza     |
| Anno                                                         | Titolo                               | ITA         | Certificazioni | Unità          | Album di provenienza     |
| ------------------------------------------------------------ | ------------------------------------ | ----------- | -------------- | -------------- | ------------------------ |
| 2021                                                         | Girasole                             | —           |                |                | Farsi male a noi va bene |
| 2021                                                         | Dipingere la notte                   | —           |                |                | Farsi male a noi va bene |
| 2022                                                         | Cosa ci resta                        | —           |                |                | Farsi male a noi va bene |
| 2022                                                         | So chi sei                           | —           |                |                | Farsi male a noi va bene |
| 2023                                                         | Per non sentire la noia (feat. Jvli) | —           | Fuoristrada    |                |                          |
| 2023                                                         | Guida spericolata                    | —           | Fuoristrada    |                |                          |
| 2023                                                         | Mezzanotte                           | —           | Fuoristrada    |                |                          |
| 2023                                                         | Effetti speciali                     | —           | /              |                |                          |
| 2024                                                         | Governo punk                         | 20          | Tocca il cielo |                |                          |
| 2024                                                         | Ma che idea (con Pino D'Angiò)       | 21          | Tocca il cielo | - ITA: Platino | - ITA: 100 000+          |
| 2024                                                         | Nero mascara                         | —           | Tocca il cielo |                |                          |
| 2024                                                         | Estate 80                            | 69          | - ITA: Oro     | - ITA: 50 000+ | 44.Summer                |
| 2025                                                         | Capolavoro                           | —           |                |                | Tocca il cielo           |
| 2025                                                         | Spa cabaret                          | —           |                |                | Tocca il cielo           |
| 2025                                                         | Luna rossa                           | —           |                |                | Tocca il cielo           |
| "—" indica una pubblicazione non classificata in quel paese. |                                      |             |                |                |                          |

### Come artisti ospiti
| Anno | Titolo                                          | Album di provenienza    |
| ---- | ----------------------------------------------- | ----------------------- |
| 2022 | Morirei (Simone Panetti feat. Bnkr44)           | Profondo rosa           |
| 2022 | A un passo da te (Fudasca feat. Bnkr44)         | /                       |
| 2023 | Charlie fa surf RMX (Sethu feat. Bnkr44)        | Cause perse             |
| 2023 | Le pareti in questa camera (Mecna feat. Bnkr44) | /                       |
| 2023 | Memoria (La Sad feat. Bnkr44)                   | /                       |
| 2024 | Sottosopra (Sethu e Jiz feat. Bnkr44            | Tutti i colori del buio |
| 2024 | Lontano (18K feat. Bnkr44)                      | Anti anti               |

## Collaborazioni
| Anno                                                         | Titolo                                                                    | Classifiche | Certificazioni | Unità          | Album di provenienza |
| Anno                                                         | Titolo                                                                    | ITA         | Certificazioni | Unità          | Album di provenienza |
| ------------------------------------------------------------ | ------------------------------------------------------------------------- | ----------- | -------------- | -------------- | -------------------- |
| 2022                                                         | Diavolo (The Night Skinny feat. Bnkr44, Ghali, Rkomi e Tedua)             | 6           | - ITA: Oro     | - ITA: 50 000+ | Botox                |
| 2022                                                         | Così non va (The Night Skinny feat. Bnkr44, Rkomi, Madame, Gaia ed Elisa) | 60          |                |                | Botox                |
| 2022                                                         | Domani ti chiamo (Sick Luke feat. Tananai e Bnkr44)                       | —           | X2 Deluxe      |                |                      |
| 2023                                                         | La verità (Tedua feat. Bnkr44)                                            | 22          | - ITA: Oro     | - ITA: 50 000+ | La Divina Commedia   |
| 2023                                                         | Cosa sai di me? (Nerissima Serpe feat. Bnkr44)                            | —           |                |                | Identità             |
| 2024                                                         | Skifo (Tripolare feat. Bnkr44)                                            | —           | Vitamina Life  |                |                      |
| "—" indica una pubblicazione non classificata in quel paese. |                                                                           |             |                |                |                      |

## Autori per altri artisti
| Anno | Titolo            | Artista         | Album di provenienza  |
| ---- | ----------------- | --------------- | --------------------- |
| 2022 | Fiori sui balconi | Linda Riverditi | X Factor Mixtape 2022 |
| 2023 | Oro               | Mida            | /                     |

## Produzioni per altri artisti
| Anno | Titolo         | Artista           | Album di provenienza |
| ---- | -------------- | ----------------- | -------------------- |
| 2021 | Raggi gamma    | Sangiovanni       | Sangiovanni          |
| 2022 | Scossa         | Sangiovanni       | Cadere volare        |
| 2022 | Tutto (con te) | Ariete            | /                    |
| 2022 | Per averti     | Pyrex feat. Rkomi | Love Is War          |

## Video musicali
| Anno | Titolo                     | Regista/i                            |
| ---- | -------------------------- | ------------------------------------ |
| 2021 | Girasole                   | Amedeo Zancanella e Federico Demattè |
| 2021 | Dipingere la notte         | Amedeo Zancanella e Federico Demattè |
| 2023 | Per non sentire la noia    | Simone Peluso                        |
| 2023 | Charlie fa surf RMX        | Claudia Campoli                      |
| 2023 | Guida spericolata          | Bnkr44 e Simone Peluso               |
| 2023 | Le pareti in questa camera | —                                    |
| 2023 | Effetti speciali           | —                                    |
| 2024 | Governo punk               | Amedeo Zancanella                    |
| 2024 | Ma che idea                | —                                    |
| 2024 | Nero mascara               | Amedeo Zancanella                    |
| 2024 | Estate 80                  | Amedeo Zancanella                    |
| 2024 | Sottosopra                 | Claudia Campoli                      |
| 2024 | Lontano                    | Frilution                            |
| 2025 | Capolavoro                 | Rough.Lab                            |
| 2025 | Spa cabaret                | Matteo Zoppi                         |